# وجيه عبد الغني
وجيه عبد الغني مصطفى (1 تشرين الأول 1933 - 26 كانون الثاني 1998) ممثل عراقي رائد ومخرج وفنان تشكيلي، درسَ المرحلة الابتدائية في مدرسة اللاتين، في محلة عكد النصارى، في رصافة بغداد، ودرس المتوسطة والإعدادية في مدرسة الإعدادية الشرقية للبنين، ودرس في معهد الفنون الجميلة وتخرج وصار معلماً فيه، ثم عمل في معهد المعلمين مشرفاً فيه على فرقة التمثيل. وكان أول مدير للفرقة القومية للتمثيل، وأصبح مدير الإنتاج في شركة بابل للإنتاج السينمائي. اشترك سنة 1966 في تأسيس فرقة 14 تموز المسرحية مع أسعد عبد الرزاق، ذُكر أن مصطفى أبا وجيه عبد الغني كان أول كاتب عدل في المملكة العراقية، كان بيته من النقاط الدالّة في شارع أبي نؤاس قريباً من شارع السعدون، وله بنت اسمها ليلى، مثلت في طفولتها عدة مسلسلات وأوّل مقدمة برامج أطفال، ثم تخرجت من كلية الآداب وتزوّجت، وتوجّهت إلى الولايات المتحدة الأمريكية في بعثة دراسية، وأقامت هناك.

## أعماله

### مسلسلات
- بيتنا وبيوت الجيران.[10]
- مسلسل الأماني الضالة.
- تحت موس الحلاق.
- نادية.
- أمنيات صغيرة.
- رجال الظل.
- ألف ليلة وليلة.
- خيط البريسم.
- رمضانيات.
- مع الخالدين.
- غاوي مشاكل.
- بسيطة وأبسط منها ماكو (تمثيلية).[11]

## مسرحياته
- الخبز المسموم.[12]
- قيس وليلى.
- ألف ليلة وليلة.[13]
- الدبّاخانة، ممثلاً ومخرجاً.
- ردهة 8، سنة 1963، مخرجاً.[14][15]
- البسامير، مخرجاً.[16]
- صوت النخل.[17]
- جِزّه وخروف.
- اللي يعوف الحرامي ياخذه مفتاح الفال.
- خان بطران.
- تمثال الحرية.[18]
- كملت السبحة.
- الغول، مُخرجاً.[19]
- قصر الشيخ، مخرجاً.[20]
- رصيف الغضب، مخرجاً.[21]

### أفلام
- الجابي.
- جسر الاحرار.
- ميّة بالمية.
- الوداع الاخير.
- بابل حبيبتي.